# Secció de voleibol del CD Numancia
El Numancia Ciudad del Medio Ambiente Soria (nom comercial) és la secció de voleibol del CD Numancia, de la ciutat de Sòria, a Castella i Lleó.
Va ser fundat el 15 de maig de 1978.

## Palmarès
- 3 Lliga espanyola de voleibol masculina: 1994/95, 1995/96, 1998/99
- 3 Copa espanyola de voleibol masculina: 1993/94, 2000/01, 2007/08
- 2 Supercopa espanyola de voleibol masculina: 1994/95, 1999/00

## Trajectòria esportiva
- 1987/88: Ascens a Divisió d'Honor.
- 1992/93: 2n a la Lliga.
- 1993/94: 2n a la Lliga, campió de Copa.
- 1994/95: Campió de Lliga, finalista de la Recopa d'Europa, campió de la Supercopa.
- 1995/96: Campió de Lliga, 5è a la Lliga de Campions europea, finalista de Copa.
- 1996/97: 2n a la Lliga.
- 1997/98: finalista de Copa.
- 1998/99: Campió de Lliga, 5è a la Recopa d'Europa.
- 1999/00: 2n a la Lliga, finalista de Copa, campió de la Supercopa.
- 2000/01: 2n a la Lliga, campió de Copa.
- 2001/02: 3r a la Lliga.
- 2002/03: 4t a la Lliga.
- 2003/04: 2n a la Lliga, finalista de Copa.
- 2004/05: 4t a la Lliga, finalista de Copa.
- 2005/06: 2n a la Lliga, 3r a la Copa, 1/4 de final a la Copa CEV.
- 2006/07: 4t a la Lliga, finalista de Copa, 1a fase a la Lliga de Campions europea.
- 2007/08: ? a la Lliga, campió de Copa, 1/16 de final a la Copa CEV.